# Pier Giacomo Castiglioni
Pier Giacomo Castiglioni (Milán, 22 de abril de 1913 – Milán, 27 de noviembre de 1968) fue un arquitecto y diseñador italiano.

## Biografía
Castiglioni nació el 22 de abril de 1913, en Milán, Lombardía, al norte de Italia. Era el segundo hijo del escultor Giannino Castiglioni y de su esposa Livia Bolla. Su hermano mayor Livio y su hermano pequeño Achille también fueron arquitectos. Estudió arquitectura en el Politécnico de Milán y se graduó en 1937. En ese año o en 1938 comenzó sus prácticas de diseño arquitectónico junto a su hermano Livio y Luigi Caccia Dominioni. Entre sus primeros diseños destaca la primera radio de baquelita italiana. El estudio cerró en 1940, a causa de la Segunda Guerra Mundial. El 30 de diciembre de 1942, Castiglioni se casó con Maria Coduri de Cartosio.

## Trayectoria

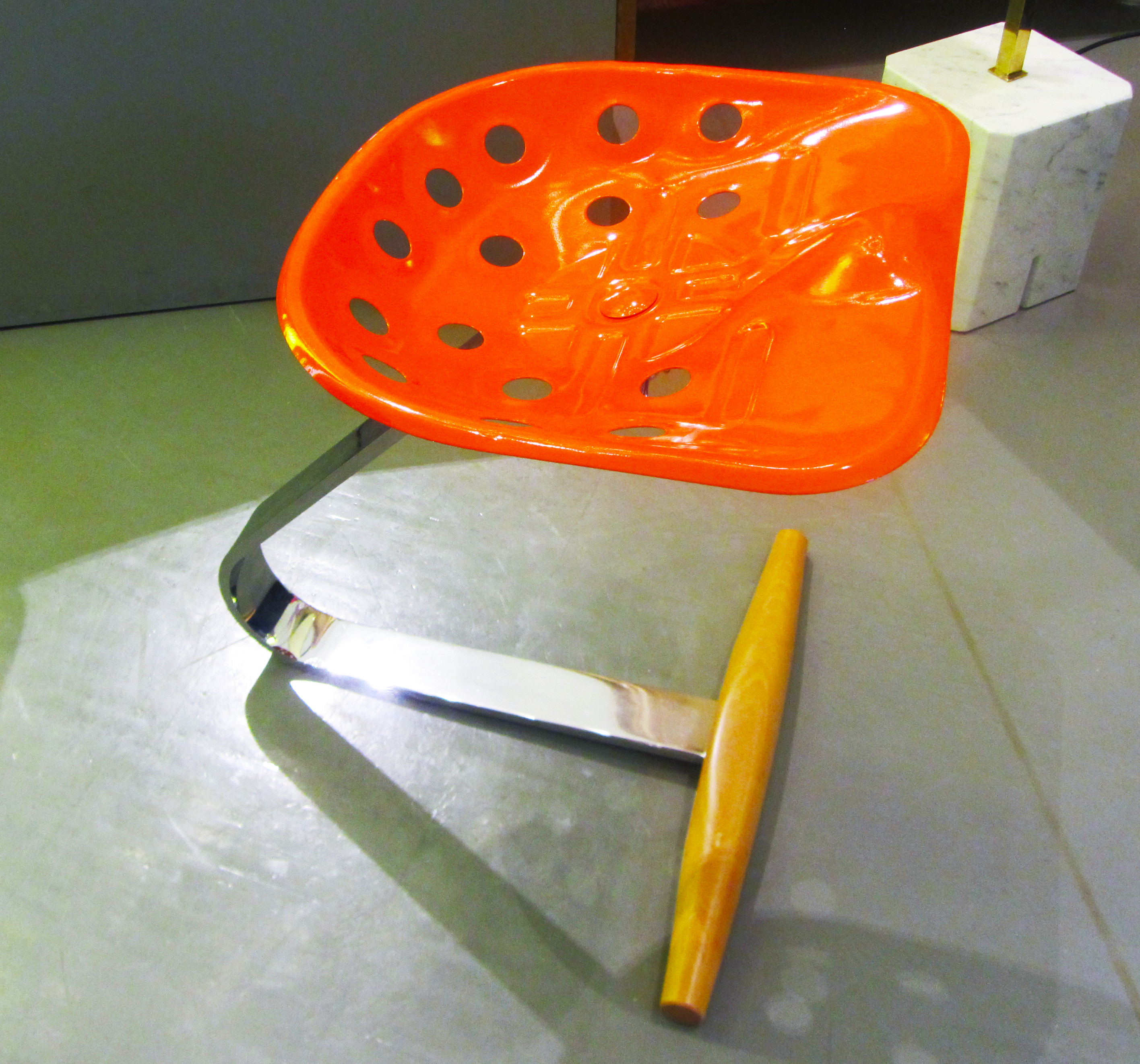
Asiento Mezzadro, diseñado por Castiglioni.

Después de la Segunda Guerra Mundial, el pequeño Achille, que se había graduado en arquitectura en 1944, se unió a sus hermanos y trabajaron conjuntamente en el diseño de numerosos productos. Más tarde, en 1952-53, reconstruyeron el Palazzo della Permanente, que había sido destruido por los bombardeos en 1943. Entre los productos diseñados por el estudio Castiglioni figuran las lámparas "Turbino" y "Arco" y la aspiradora "Spalter". En solitario, Pier Giacomo diseñó el taburete "Mezzandro" para la empresa Zanotta sobre un concepto de Marcel Duchamp. Sin embargo, no fue fabricado hasta 1971, tres años después de su muerte.. 
Pier Giacomo murió en Milán el 27 de noviembre de 1968.
Castiglioni también fue profesor de dibujo en el Politécnico de Milán, entre 1964 y 1968.